# Chiwang
Chiwang (bhutanisch སྤྱི་དབང་; Wylie ’spyi-dbang), auch pchiwang, pyi-wang, ist eine zweisaitige Röhrenspießgeige in Bhutan, die in Form und Spielweise weitgehend der in der tibetischen Musik eingesetzten piwang entspricht und mit einer chinesisch huqin genannten Reihe von Streichinstrumenten um die chinesische erhu verwandt ist. Die chinesischen Spießgeigen sind seit dem 8. Jahrhundert historisch greifbar. Die chiwang wird hauptsächlich in einem Ensemble des Volkmusikgenres boedra gespielt.

## Herkunft und Verbreitung

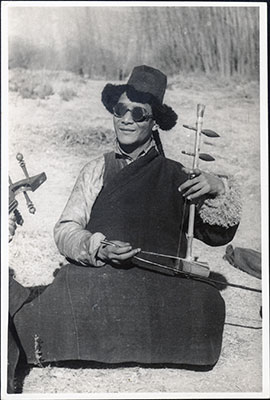
Der blinde tibetische Musiker Acho Namgyal (1894–1942) spielt eine piwang in einem Ensemble in Lhasa, 1937

Einsaitige gezupfte Spießlauten, bei denen ein als Saitenträger dienender Stiel (Spieß) quer durch einen Resonanzkörper hindurchgesteckt ist, gehören zu den ältesten Lauteninstrumenten, die seit dem 2. Jahrtausend v. Chr. aus Vorderasien und dem Alten Ägypten bekannt sind. Streichinstrumente wurden wesentlich später entwickelt, wann und wo ist spekulativ: in der zweiten Hälfte des 1. Jahrtausends n. Chr. entweder in Südasien oder in Zentralasien.
In Südasien gingen aus den einsaitigen Zupflauten vom Typ einer ektara Streichlauten mit einem schalenförmigen Resonanzkörper und einem durchgesteckten Bambusstab hervor. Einem religiösen Mythos zufolge gilt die ravanahattha als das erste derartige Streichinstrument. Bigamudre Chaitanya Deva (1977) erkennt in indischen Tempelreliefs ab dem 10. Jahrhundert Abbildungen von Streichinstrumenten, während für Harvey Turnbull (1981) der Ursprung der Streichinstrumente bei Halbröhrenzithern liegt, die in der zentralasiatischen Region Sogdien im 6. Jahrhundert mit einem Reibestab gestrichen wurden. Von dort könnte sich demnach diese Spieltechnik in den nachfolgenden Jahrhunderten nach China ausgebreitet haben. In der Tang-Zeit (617/618–907) wurde laut dem Geschichtswerk Jiu Tangshu („Alte Geschichte der Tang-Dynastie“) eine mit einem Bambusstab gestrichene Halbröhrenzither yazheng genannt (eine ihrer Nachfahren ist die koreanische Wölbbrettzither ajaeng). Diese 945 abgeschlossene Schrift enthält Texte, die im 8./9. Jahrhundert verfasst wurden. Der Abschnitt zur Musik, der auch einen Satz zur yazheng enthält, war vermutlich bereits im 8. Jahrhundert im Wesentlichen fertiggestellt.
In Chen Yangs musiktheoretischer Abhandlung Yuè Shū („Buch der Musik“) von 1105 gehört die mit einem angefeuchteten Bambusstreifen gestrichene yazheng zur Kategorie der Volksmusikinstrumente. In diesem Werk wird unter den „fremdländischen Musikinstrumenten“ auch erstmals mit dem Namen xiqin (hsi-ch’in) eine gestrichene Spießgeige erwähnt. Diese soll aus einer Klappertrommel entwickelt worden sein. Zwei über den Haltegriff und den Korpus einer solchen Trommel gespannte Saiten wurden demzufolge mit einem zwischen den Saiten hin und her bewegten Bambusstab zum Klingen gebracht. Die im Instrumentennamen genannten Xi (Hsi) waren ein zu den Donghu (Tung-hu) gehörender mongolischer Stamm. Im Yuè Shū findet sich ebenfalls ein Eintrag zu huqin (hu-ch’in), dem heutigen Oberbegriff für die im chinesischen Kulturraum verbreiteten Spießgeigen. Seit dem 12. Jahrhundert bezeichnet der Wortbestandteil hu „fremde Völker“ im Westen und Norden Chinas von mongolischer oder turkischer Herkunft. Qin steht allgemein für „Saiteninstrument“ (vgl. guqin). Offenbar waren in der Tang-Zeit xiqin und huqin unterschiedliche Saiteninstrumente und unter der letztgenannten Bezeichnung verstand man ein Zupfinstrument.
Die als huqin zusammengefassten chinesischen Spießgeigen besitzen meist zwei Saiten, die mit einem zwischen den Saiten geführten Bogen gestrichen werden. Die xiqin genannte Urform der heutigen chinesischen Spießgeigen besaß dem Yuè Shū zufolge einen röhrenförmigen Resonator mit einer hölzernen Decke und einen Saitenträger aus einem Bambusrohr. In das Ende des 11. Jahrhunderts datiert die erste Quelle, in der ein Streichbogen aus Pferdehaar erwähnt wird, der nachfolgend den Bambusreibestab ersetzte. Heutige Fiedeln dieses Typs sind neben der bekannten erhu unter anderem die jinghu und die erxian. Bis zu 19. Jahrhundert wurden die huqin-Spießgeigen in kleinen Ensembles und von Straßenmusikern zur Gesangsbegleitung gespielt. Typisch für sie sind neben dem zwischen den Saiten geführten Bogen zwei lange hinterständige Wirbel. Der Korpus kann röhrenförmig oder wie bei der banhu und der yehu, beide mit Kokosmussresonator, schalenförmig sein. Die mongolische dörvön chikhtei khuur besitzt einen röhrenförmigen Korpus und zwei gedoppelte Darmsaiten („Saiteninstrument mit vier Ohren“).
Bhutan liegt in der östlichen Himalayaregion und wurde kulturell von Indien und von China beeinflusst. Spießgeigen gibt es in beiden Kulturregionen, die südasiatischen Spießgeigen besitzen in ihrer ältesten Form einen schalenförmigen Korpus (aus einer Kokosnussschale oder einer Kalebasse) mit Hautdecke und wie bei der nepalesischen urni eine einzelne Saite, die ohne Wirbel am Saitenträger festgebunden ist. Ähnlich einfache Schalenspießgeigen sind auch vom Südrand des Himalaya in Nordostindien bekannt, etwa die pena im Bundesstaat Manipur und die tin thaila mit einem Kalebassenkorpus bei den Naga in Assam. Deren Weiterentwicklung führt zu einsaitigen Schalenspießgeigen mit einem vorderständigen Wirbel. Die bin der Ahom in Assam hat einen Kokosnusskorpus und einen seitenständigen Wirbel. Bei mehrsaitigen indischen Spießgeigen wird der Bogen nicht zwischen, sondern über den Saiten gestrichen.
Das in nordindischen Sprachen vorkommende Wort bin ist von Sanskrit vina (für verschiedene Saiteninstrumente) abgeleitet, ebenso pena, das über bengalisch bina auf vina zurückgeht. Piwang (auch pi-wang, pyi-wang, pchiwang) ist die tibetische Übersetzung von Sanskrit vina und bezeichnet die in der tibetischen Musik gespielte zweisaitige Spießgeige.
Die piwang wird besonders in der Volksmusik der osttibetischen Region Kham als führendes Melodieinstrument zusammen mit einer Gesangsstimme verwendet. Khams-gzhas werden in Kham mehrere von der piwang begleitete Rundtänze genannt. Im tibetischen Tanzmusikstil nangma spielt die piwang in einem Ensemble zusammen mit der gezupften Halslaute dran-nye, der Querflöte lingbu (entspricht der mongolischen limbe) und dem chinesischen Hackbrett yangqin. Unterschieden werden eine tiefer klingende (piwang bompa) und eine höher klingende Fiedel (piwang trawa).
Die chiwang geht namentlich, nach ihrer Form und Spielweise direkt auf die piwang zurück. Im Verlauf der Geschichte für Bhutan wesentliche Kultureinflüsse aus Tibet waren im 7./8. Jahrhundert die Einführung des dortigen Mahayana-Buddhismus, der bis heute in Bhutan Staatsreligion ist, und im 13. Jahrhundert die Verbreitung der Drugpa-Kagyü, einer Schule des tibetischen Buddhismus.

## Bauform

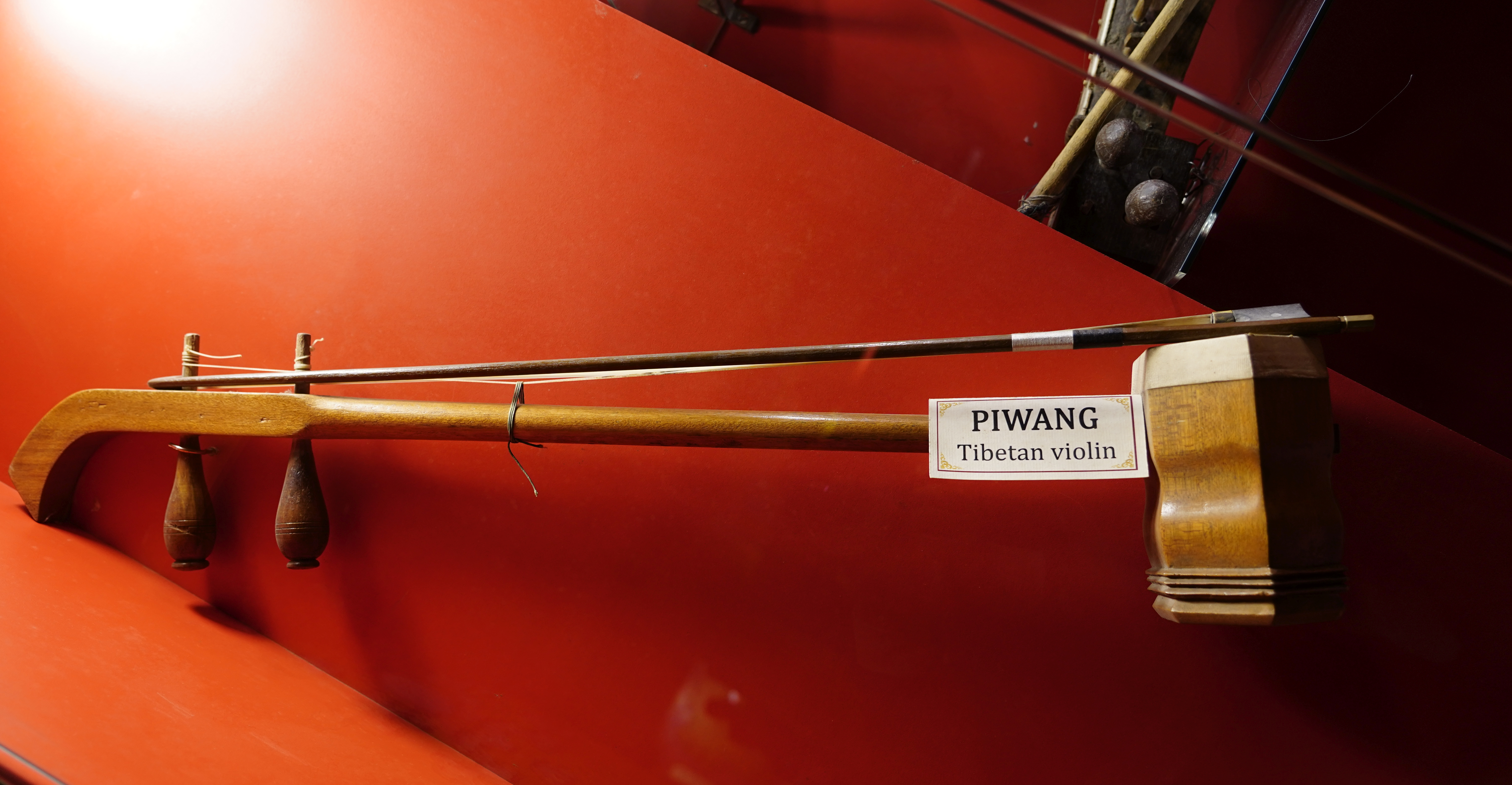
Tibetische piwang mit einem hexagonalen hölzernen Korpus. Himalayan Tibet Museum, Darjeeling

Die chiwang besteht in der von der tibetischen piwang abgeleiteten Form aus einem kreisrunden röhrenförmigen Korpus, in den ein hölzerner Stab als Saitenträger so hindurch gesteckt ist, dass er an der Unterseite etwa 2 Zentimeter herausragt. Zum oberen Ende vergrößert sich der Durchmesser des Rundstabs. Bei manchen Instrumenten erhält der Stab im Bereich der Wirbel einen breiten rechteckigen Querschnitt mit gerundeten Kanten. Von der Hinterseite sind zwei hölzerne Wirbel im Abstand von etwa 7 bis 10 Zentimetern durch den Saitenträger gesteckt. Der Korpus ist mit einer Decke aus einer dünnen Tierhaut (Ziegenhaut oder Rindshaut) bespannt und an der Unterseite offen. Zwei Metallsaiten verlaufen von den Wirbeln in weitem Abstand zum Saitenträger über ein flaches Holzstück, das als Steg auf der Mitte der Decke liegt, bis zum unten herausragenden Stab. Die beiden Saiten werden unterhalb der Wirbel mit einer Schnurschlaufe an den Saitenträger herangezogen, sodass ihre schwingende Länge gleich ist. Durch die unterschiedliche Saitenspannung ergeben sich zwei Tonstufen. Die Gesamtlänge der chiwang beträgt etwa 50 Zentimeter. Sie wird traditionell mit einem mit Rosshaar bespannten Bambusstab gestrichen. Heute wird meist ein moderner Violinbogen verwendet.
Eine Variante der chiwang besitzt als Korpus ein Rinder-, Büffel- oder Yakhorn, dessen offenes Ende mit einer Rindshaut oder Ziegenhaut als Decke überzogen ist. Der Stab ist quer durch das Horn gespießt. Die schwingende Länge der Saiten wird mit einer Schlinge aus einem Baumwollstreifen begrenzt. Gestrichen wird diese chiwang mit einem Bambusbogen, dessen Rosshaarbespannung zwischen den Saiten verläuft.

## Spielweise
In Bhutan zählen wenige Musikinstrumente zur traditionellen weltlichen Unterhaltungsmusik, die von der religiösen Ritualmusik abgegrenzt wird. Die Halslaute dramnyen (bhutanesisch für dran-nye), die chiwang, die Kernspaltflöte lingm (lim oder gling-bu) aus Bambus mit sechs Grifflöchern und das erst in den 1960er Jahren vom chinesischen yangqin abgeleitete Hackbrett yangchen (yang-chin) sind die wesentlichen Melodieinstrumente, die zusammen oder in beliebiger Auswahl zur Begleitung von Volksliedern und Tänzen dienen. Vom Hackbrett abgesehen haben die genannten Musikinstrumente eine lange Tradition in Bhutan.
In der Hauptstadt Thimphu haben sich mehrere Ensembles mit professionellen oder halbprofessionellen Musikern formiert, die bei bedeutenden staatlichen oder sonstigen Feierlichkeiten und bei Hochzeiten, Beerdigungen oder anderen privaten Feiern auftreten. Gelegentlich finden auch öffentliche Konzerte statt. Häufig werden die Instrumentalensembles von Sängern und Tänzern unterstützt.
Es gibt zwei Genres von Volksliedern. Boedra (boeda oder bod-sgra, „Lied aus Tibet“) stammen dem Namen nach aus Tibet, gelten aber als eigene Tradition. Bei den boedra werden kurze melodische Phrasen zu einem regelmäßigen Rhythmus wiederholt. In der Basisbesetzung erzeugen die Laute dramnyen und eine Gesangsstimme eine heterophone Musizierform. Die vier Musikinstrumente eines Ensembles folgen üblicherweise unisono oder in der Oktave und mit für jedes Instrument typischen Verzierungen der Gesangsstimme. Bei höfischen zeremoniellen Anlässen begleiten boedra-Lieder aufwendig kostümierte männliche Tänzer.
Für das Genre shungda sind eine längere Melodielinie und ein unregelmäßiger Rhythmus charakteristisch. Ensembles mit mehreren Musikinstrumenten bevorzugen wegen des leichteren Zusammenspiels das Genre boedra. Dieselbe Instrumentalbesetzung gibt es auch in Tibet.
Im Jahr 2017 brachte die bhutanesische Post eine Serie von sechs Briefmarken mit traditionellen Musikinstrumenten heraus. Die Briefmarken zeigen eine chiwang, eine Bambusflöte lingm, ein Hackbrett yangchen, eine Bambusmaultrommel kunghta, ein Büffelhorn aungli (dem nepalesischen neku entsprechend) und eine Gefäßrassel yangkali (Hülsenfrucht des Afrikanischen Traumkrauts, Entada rheedei).